# Tossal de l'Alzina (Vandellòs i l'Hospitalet de l'Infant)
El Tossal de l'Alzina és una muntanya de 697 metres que es troba al municipi de Vandellòs i l'Hospitalet de l'Infant, a la comarca catalana del Baix Camp.

## Particularitats
És él cim més alt de la Serra de la Mar.
Al cim podem trobar-hi un vèrtex geodèsic (referència 256146001).
Aquest cim està inclòs al llistat dels 100 cims de la FEEC